# Mouvement indépendant pour le renouveau
Pour Mouvement indépendant pour le renouveau, voir Mouvement indépendant pour le renouveau (homonymie).
 (septembre 2021).
Le Mouvement indépendant pour le renouveau (MIRE) est un parti politique de la République démocratique du Congo. Fondé en juin 2004 par Bakole Bagambaya.